# Kreator
Kreator – niemiecki zespół muzyczny wykonujący thrash metal, powstały w 1982 pod nazwą Tyrant, później znany jako Tormentor. Pod obecną nazwą działa od 1984.

## Historia

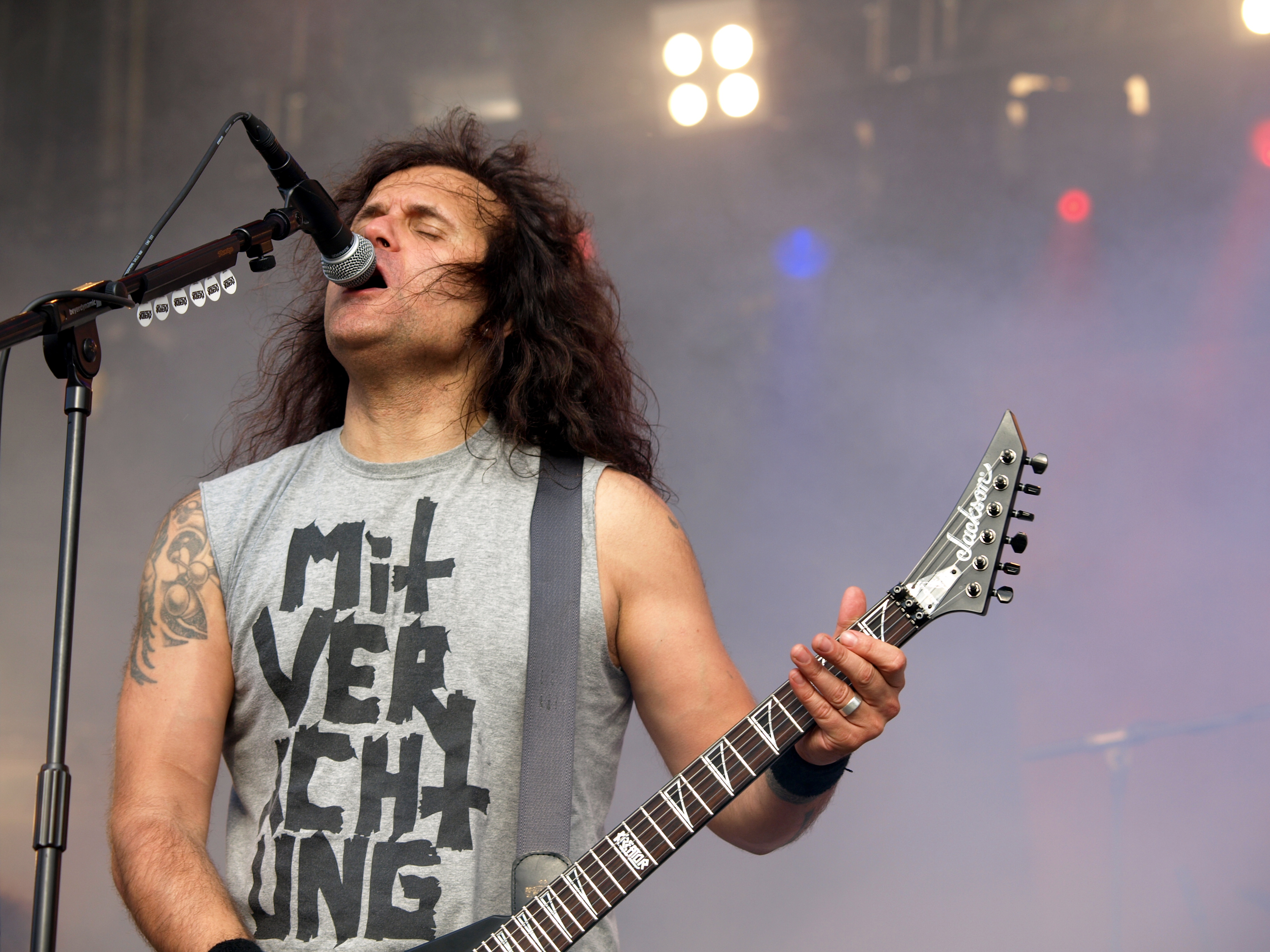
Miland „Mille” Petrozza, 2013

Kreator, pierwotnie działający pod nazwą Tyrant, został założony w 1982 przez wokalistę i gitarzystę Mille Petrozzę oraz perkusistę Jürgena „Ventora” Reila. Do pierwszego składu dołączył także basista Rob Fioretti. Wkrótce zmienili nazwę na Tormentor i nagrali dwa dema. Okazało się jednak, że na Węgrzech działa już zespół Tormentor, więc znów trzeba było zmienić szyld na Kreator i taka nazwa pozostała. W 1985 kapela podpisała kontrakt z Noise Records i w zaledwie dziesięć dni został nagrany debiutancki album Endless Pain. Utwór „Flag of Hate” stał się ich pierwszym hitem. Wiele zespołów black i deathmetalowych określa go jako swoją główną inspirację. Do składu dołączył także gitarzysta Michael Wulf, wcześniej członek Sodom. Nie zagrzał jednak długo miejsca w zespole, bo odszedł zaledwie po kilku dniach.
W nagraniu następnego albumu, Pleasure to Kill, uczestniczył już nowy gitarzysta, Jörg „Tritze” Trzebiatowski. Nowa płyta, zawierająca thrash metal i wyprodukowana przez Harrisa Johnsa, jest jednym z najcięższych i najszybszych albumów thrashmetalowych, pokazującym możliwości techniczne zespołu. Kreator wkrótce ruszył w pierwszą trasę (wcześniej zagrali jedynie 5 koncertów), a rok zamknął, wydając minialbum Flag of Hate.
W 1987 zespół wydał album Terrible Certainty, dużo bardziej zróżnicowany od poprzedniego. Zawierał on kolejny hit, „Behind the Mirror”. Popularność zespołu rosła i znalazł on pieniądze, by wydać minialbum Out of the Dark ... Into the Light.

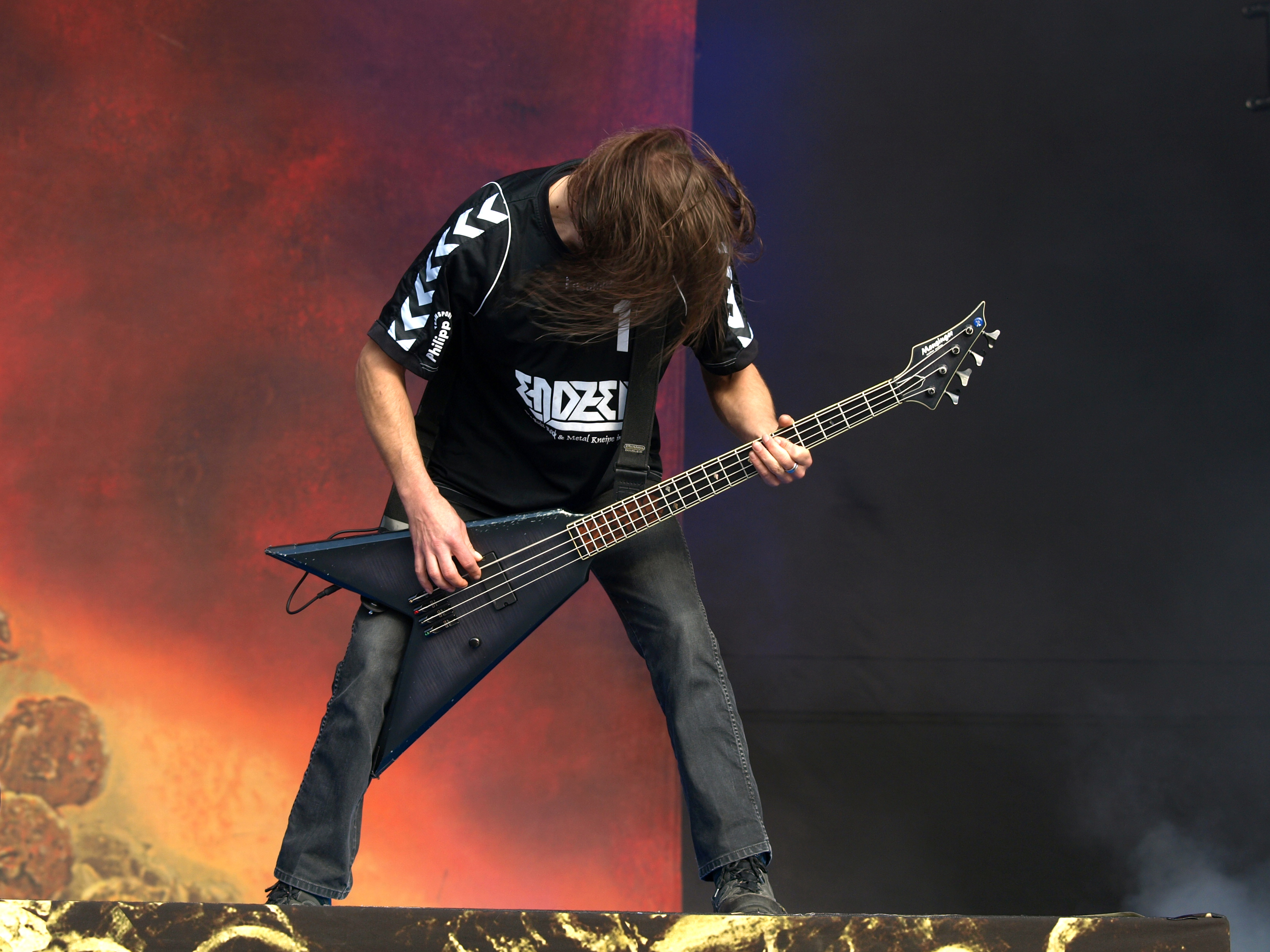
Christian „Speesy” Giesler, 2013

Rok 1988 zaowocował kontraktem z Epic Records. Debiutem Kreatora w tej wytwórni był wydany w 1989 i nagrany w Los Angeles album Extreme Aggression. Stał się on w metalowym światku wielkim hitem. Kontynuując formułę muzyczną z Terrible Certainty, zespół rozwinął skrzydła, a producent Randy Burns zadbał o należyte brzmienie całości. Zespół wydał pierwsze single i teledyski do utworu tytułowego oraz do „Betrayer”. Stały się one przebojami w programie Headbangers Ball. Zespół wybrał się w trasę po USA u boku Suicidal Tendencies, dzięki czemu zdobył wielką popularność poza Europą.
W 1989 reżyser Thomas Schadt zrealizował film dokumentalny o Kreatorze (skupiając się na socjologicznych aspektach heavy metalu w Zagłębiu Ruhry), zatytułowany Thrash Altenessen. Wkrótce zespół opuścił Tritze. W 1990 do zespołu dołączył nowy gitarzysta Frank „Blackfire” Gosdzik (wcześniej w Sodom) i w tym składzie grupa nagrała kolejny album Coma of Souls, który jednak nie był już tak chwalony jak poprzednie, ale z tego właśnie albumu pochodzi przebój grupy „People of the Lie”.
W latach 90. XX wieku Kreator zaczął eksperymentować z takimi gatunkami, jak death metal czy industrial metal. Wynikiem tych poszukiwań był album Renewal wydany w 1992. Fani zespołu oskarżyli go o sprzedanie się, a zespół, dobrze znany ze świetnej gry na żywo, zaczął dawać rozczarowujące występy.
Wyczerpująca trasa koncertowa zawiodła zespół do takich miejsc jak Ameryka Południowa, jednak członkowie kapeli były wykończeni zarówno fizycznie, jak i psychicznie. Zaraz po nagraniu albumu zespół opuścił basista Rob Fioretti, ponieważ chciał więcej czasu spędzić z rodziną. Zastąpił go Andreas Herz, który jednak nie uczestniczył w żadnym nagraniu zespołu. W 1994 zespół opuścił Reil, a Petrozza został jedynym oryginalnym członkiem kapeli. Reila zastąpił Joe Cangelosi, a Herza Christian Giesler. Co gorsza, oprócz problemów personalnych, zespołowi wygasł kontrakt z Epic Records. Już w nowej wytwórni GUN Records, został nagrany album Cause for Conflict, który okazał się najnowocześniejszym albumem zespołu. Widoczne były wpływy Pantery i Machine Head, a brzmienie było ostrzejsze niż na poprzednim longplayu.

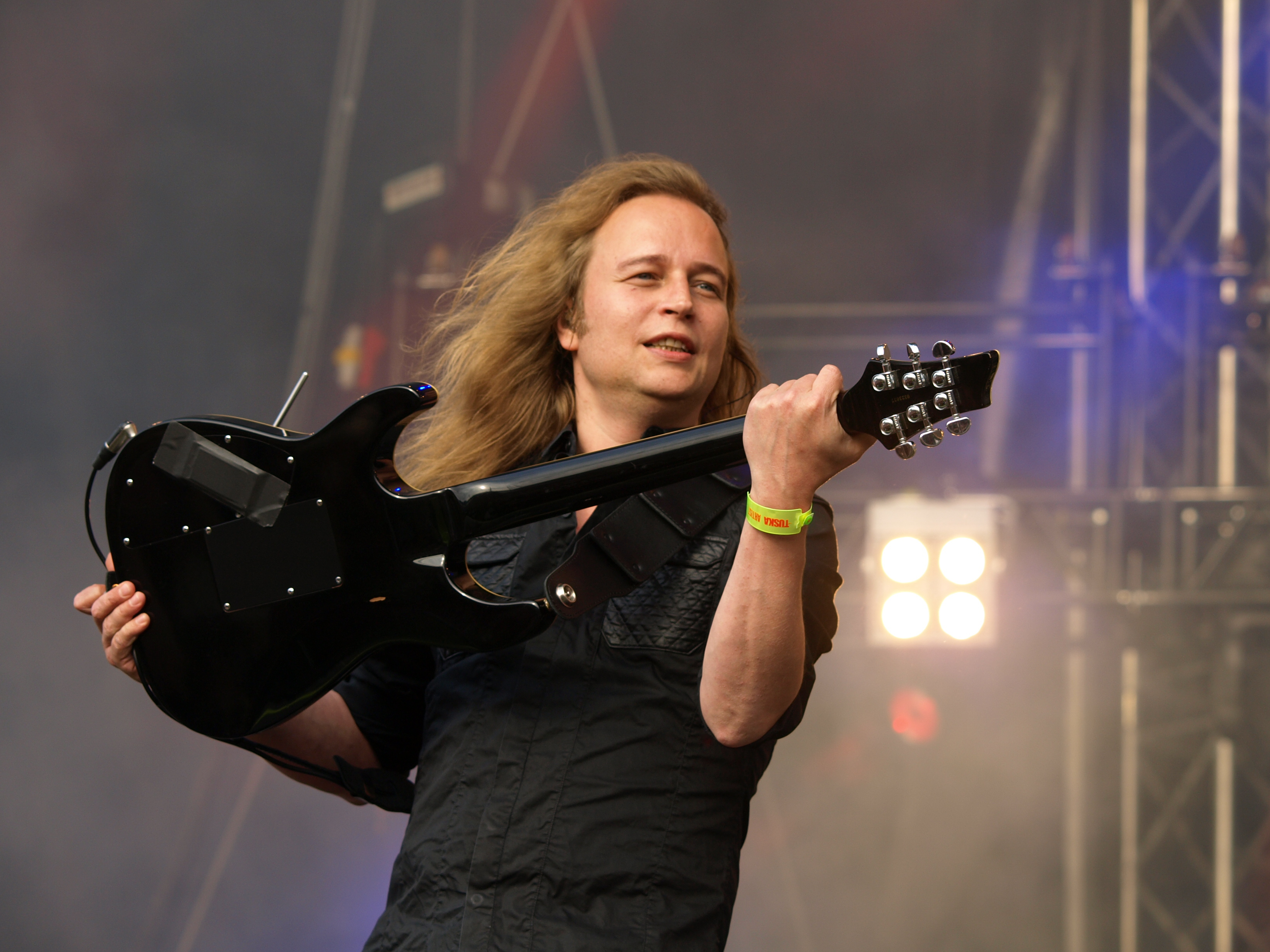
Sami Yli-Sirniö, 2013

W 1996 kapelę opuścili Gosdzik i Cangelosi. Zastąpili ich Tommy Vetterli oraz Jürgen Reil, który zdecydował się na powrót. Zespół kontynuował swe brzmieniowe eksperymenty, nagrywając albumy Outcast i Endorama, oba z dużymi wpływami rocka gotyckiego i industrialu (w utworze „Endorama” gościnnie wystąpił wokalista zespołu Lacrimosa, Tilo Wolff). Wprowadzono loopy i sample, a Petrozza zaczął kombinować ze swoim śpiewem. Sprzedaż płyt szybowała w dół, a pod koniec lat dziewięćdziesiątych zespół dotknął komercyjnego dna. Mille Petrozza jednak nie przejmował się tym: „Dla nas sukces nie musi oznaczać rekordowej sprzedaży. Wszystkie albumy były dla nas sukcesem, ponieważ zrealizowaliśmy to, do czego dążyliśmy...”
W 2001, z nowym gitarzystą Samim Yli-Sirniö zespół nagrał album Violent Revolution, który był powrotem do thrash metalu (aczkolwiek zespół skorzystał z riffów kojarzonych ze szwedzkim, melodyjnym death metalem) i został gorąco przyjęty zarówno przez krytykę, jak i przez fanów. Trasa koncertowa okazała się olbrzymim sukcesem i pozwoliła kapeli dotrzeć do młodej generacji fanów metalu. W 2003 został wydany album koncertowy Live Kreation i DVD Live Kreation: Revisioned Glory, a w 2005 ukazał się nowy album studyjny Enemy of God, który był także utrzymany w klasycznym, thrashowym stylu. Zespół ruszył w trasę po Ameryce Północnej razem z Napalm Death, A Perfect Murder i The Undying.
W 2009, zespół wydał kolejny album zatytułowany Hordes of Chaos. W albumie można dostrzec melodyczne dopełnienia.
Na początku 2012 zespół poinformował na swojej stronie internetowej, że nowy album o nazwie Phantom Antichrist zostanie wydany nakładem wytwórni Nuclear Blast 1 czerwca w Europie i 5 czerwca w Ameryce. Piosenka tytułowa zostanie wydana jako singel 20 kwietnia.

## Muzycy

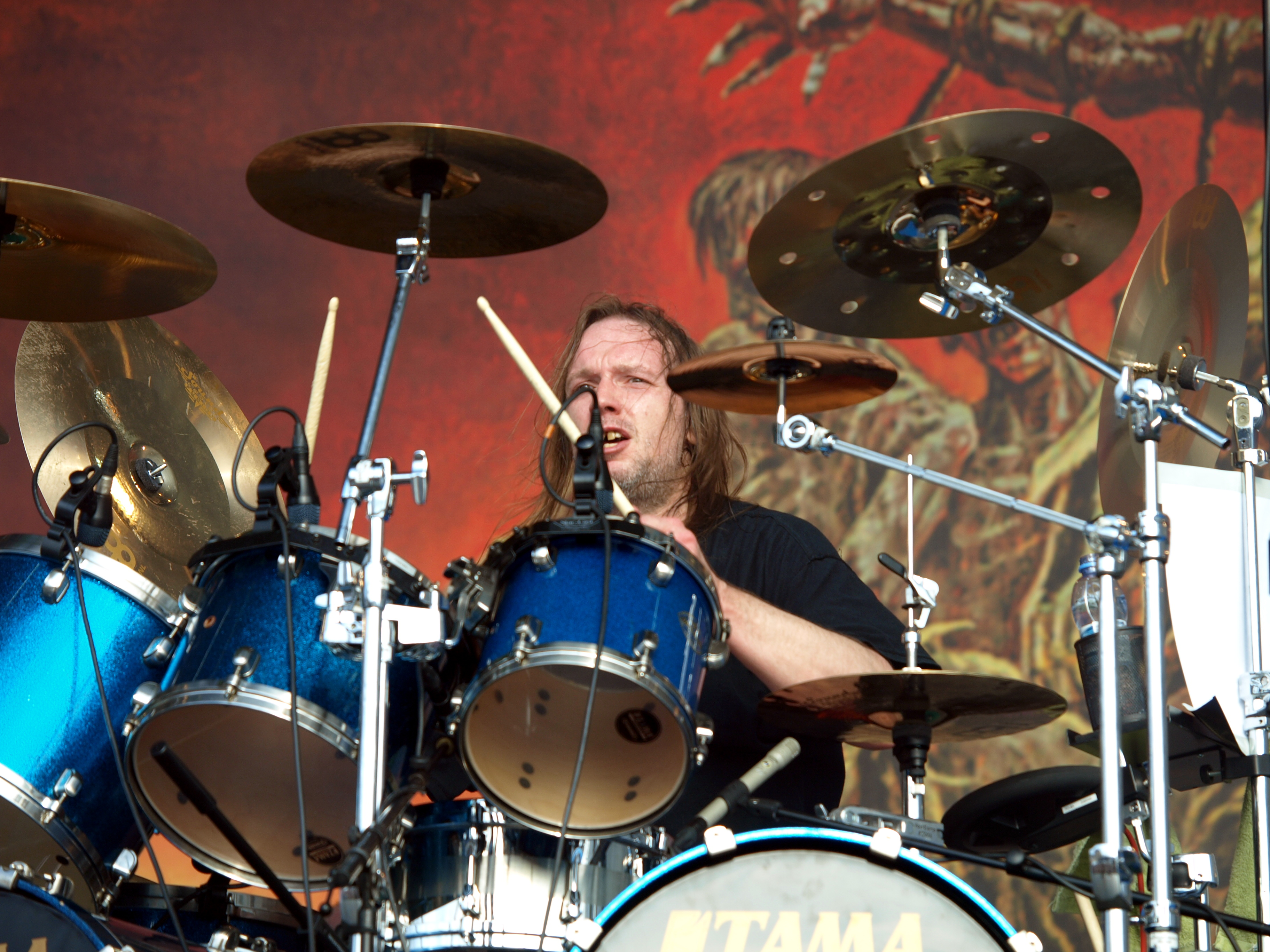
Jürgen „Ventor” Reil, 2013

| - Miland „Mille” Petrozza – śpiew, gitara (od 1982) - Jürgen „Ventor” Reil – perkusja, śpiew (1982-1993, od 1996) - Frédéric Leclercq – gitara basowa (od 2019) - Sami Yli-Sirniö – gitara (od 2001) - Bogusz Rutkiewicz – gitara basowa (1988) - Marco Minnemann – perkusja (2009–2010) |  | - Michael Wulf (zmarły) – gitara (1986) - Jörg „Tritze” Trzebiatowski – gitara (1986–1989) - Frank „Blackfire” Gosdzik – gitara (1989–1996) - Tommy Vetterli – gitara (1996–2001) - Roberto „Rob” Fioretti – gitara basowa (1982–1992) - Andreas Herz – gitara basowa (1992–1995) - Joe Cangelosi – perkusja (1994–1996) - Christian „Speesy” Giesler – gitara basowa (1994-2019) |

## Dyskografia

### Albumy studyjne
| Endless Pain                            | - Data: 14 października 1985 - Wydawca: Noise Records | –  | –  | –  | –  | –  | –  | –  | –   | –   | –   | –  |
| Pleasure to Kill                        | - Data: 18 listopada 1986 - Wydawca: Noise Records    | –  | –  | –  | –  | –  | –  | –  | –   | –   | –   | –  |
| Terrible Certainty                      | - Data: 19 października 1987 - Wydawca: Noise Records | –  | –  | –  | –  | –  | –  | –  | –   | –   | –   | –  |
| Extreme Aggression                      | - Data: 19 czerwca 1989 - Wydawca: Noise Records      | –  | –  | –  | –  | –  | –  | 68 | –   | –   | –   | –  |
| Coma of Souls                           | - Data: 6 listopada 1990 - Wydawca: Noise Records     | –  | –  | –  | –  | –  | –  | –  | –   | –   | –   | –  |
| Renewal                                 | - Data: 1 stycznia 1992 - Wydawca: Noise Records      | –  | –  | –  | –  | –  | –  | –  | –   | –   | –   | –  |
| Cause for Conflict                      | - Data: 9 grudnia 1995 - Wydawca: GUN Records         | 48 | –  | –  | –  | –  | –  | –  | –   | –   | 50  | –  |
| Outcast                                 | - Data: 22 lipca 1997 - Wydawca: GUN Records          | 91 | –  | –  | –  | –  | –  | –  | –   | –   | –   | –  |
| Endorama                                | - Data: 20 kwietnia 1999 - Wydawca: Drakkar Records   | 68 | –  | –  | –  | –  | –  | –  | –   | –   | –   | –  |
| Violent Revolution                      | - Data: 25 września 2001 - Wydawca: Steamhammer/SPV   | 38 | –  | –  | –  | –  | –  | –  | –   | –   | –   | –  |
| Enemy of God                            | - Data: 10 stycznia 2005 - Wydawca: Steamhammer/SPV   | 19 | 45 | –  | 84 | 38 | –  | –  | –   | 118 | –   | 90 |
| Hordes of Chaos                         | - Data: 16 stycznia 2009 - Wydawca: Steamhammer/SPV   | 16 | 33 | 57 | 85 | 47 | 16 | 66 | 163 | 165 | –   | –  |
| Phantom Antichrist                      | - Data: 1 czerwca 2012 - Wydawca: Nuclear Blast       | 5  | 31 | 22 | 87 | 30 | 11 | 87 | 63  | 130 | 123 | 75 |
| Gods of Violence                        | - Data: 27 stycznia 2017 - Wydawca: Nuclear Blast     | 1  | 4  | 13 | 59 | 19 | 7  | 58 | 55  | 118 | 46  | 20 |
| Hate Über Alles                         | - Data: 10 czerwca 2022 - Wydawca: Nuclear Blast      | 2  | –  | 7  | –  | –  | 4  | 53 | 30  | –   | 23  | 43 |
| „–” oznacza, że album nie był notowany. |                                                       |    |    |    |    |    |    |    |     |     |     |    |

### Albumy koncertowe
| Doomsday News III – Thrashing East Live      | - Data: 9 października 1990 - Wydawca: Noise Records | –  | –   | –   |
| Live Kreation                                | - Data: 23 czerwca 2003 - Wydawca: Steamhammer       | 59 | –   | –   |
| Terror Prevails – Live at Rock Hard Festival | - Data: 17 listopada 2010 - Wydawca: Nuclear Blast   | –  | –   | –   |
| Dying Alive                                  | - Data: 30 sierpnia 2013 - Wydawca: Nuclear Blast    | 9  | 170 | 142 |
| „–” oznacza, że album nie był notowany.      |                                                      |    |     |     |

### Minialbumy
| Tytuł                             | Dane dot. albumu                                  |
| --------------------------------- | ------------------------------------------------- |
| Flag of Hate                      | - Data: 11 sierpnia 1986 - Wydawca: Noise Records |
| Out of the Dark... Into the Light | - Data: 19 sierpnia 1988 - Wydawca: Noise Records |
| Chosen Few                        | - Data: 2 maja 2000 - Wydawca: Drakkar Records    |
| Violence Unleashed                | - Data: 23 grudnia 2016 - Wydawca: Nuclear Blast  |

### Kompilacje
| Tytuł                                                    | Dane dot. albumu                                 |
| -------------------------------------------------------- | ------------------------------------------------ |
| Scenarios of Violence                                    | - Data: 19 marca 1996 - Wydawca: Noise Records   |
| Voices of Transgression: A 90s Retrospective Compilation | - Data: 4 kwietnia 1999 - Wydawca: GUN Records   |
| 1985-1992 Past Life Trauma                               | - Data: 26 grudnia 2000 - Wydawca: Noise Records |

### Albumy wideo
| Tytuł                                                   | Dane dot. albumu                                 |
| ------------------------------------------------------- | ------------------------------------------------ |
| Live in East Berlin                                     | - Data: 1990 - Wydawca: Noise Records            |
| Hallucinative Comas                                     | - Data: 1991 - Wydawca: Noise Records            |
| Live Kreation-Revisioned Glory                          | - Data: 24 czerwca 2003 - Wydawca: Steamhammer   |
| Enemy of God (Revisited)                                | - Data: 31 października 2006 - Wydawca: SPV GmbH |
| At the Pulse of Kapitulation – Live in East Berlin 1990 | - Data: 28 marca 2008 - Wydawca: Steamhammer     |

### Kompilacje różnych wykonawców
| Tytuł                                       | Dane dot. albumu                                          |
| ------------------------------------------- | --------------------------------------------------------- |
| A Tribute to Judas Priest: Legends of Metal | - Data: 23 września 1996 - Wydawca: Century Media Records |

## Teledyski
| Tytuł                       | Rok  | Reżyseria                      | Album              | Źródło |
| --------------------------- | ---- | ------------------------------ | ------------------ | ------ |
| „Toxic Trace”               | 1987 | –                              | Terrible Certainty | [ 14 ] |
| „Betrayer”                  | 1989 | Steve Payne                    | Extreme Aggression | [ 14 ] |
| „People Of The Lie”         | 1990 | Andreas Marschall              | Coma Of Souls      | [ 14 ] |
| „Coma Of Souls”             | 1990 | –                              | Coma Of Souls      | [ 14 ] |
| "Terror Zone"               |      |                                |                    | [ 14 ] |
| „Renewal”                   | 1992 | Tsion Meitall                  | Renewal            | [ 14 ] |
| „Lost”                      | 1995 | Tanara Jordan                  | Cause For Conflict | [ 14 ] |
| „Isolation”                 | 1995 | Andreas Marschall, Heiner Timm | Cause For Conflict | [ 14 ] |
| „Leave This World Behind”   | 1997 | Dirk Rudolph, Harald Hoffmann  | Outcast            | [ 14 ] |
| „Chosen Few”                | 1999 | Andreas Marschall              | Endorama           | [ 14 ] |
| „Endorama”                  | 1999 | Matthias Kollek                | Endorama           | [ 14 ] |
| „Violent Revolution”        | 2001 | –                              | Violent Revolution | [ 14 ] |
| „Impossible Brutality”      | 2005 | Stefan Browatzki               | Enemy Of God       | [ 14 ] |
| „Enemy Of God”              | 2006 | Jörn Heitmann                  | Enemy Of God       | [ 14 ] |
| „Dystopia”                  | 2006 | Kai Völpel                     | Enemy Of God       | [ 14 ] |
| „Dying Race Apocalypse”     | 2006 | Julien Humbert-Droz            | Enemy Of God       | [ 14 ] |
| „Hordes Of Chaos”           | 2009 | Jörn Heitmann                  | Hordes Of Chaos    | [ 15 ] |
| „Destroy What Destroys You” | 2010 | Carlos Toro                    | Hordes Of Chaos    | [ 16 ] |
| „Phantom Antichrist”        | 2012 | Dariusz Szermanowicz, Grupa 13 | Phantom Antichrist | [ 17 ] |
| „Civilization Collapse”     | 2012 | –                              | Phantom Antichrist | [ 18 ] |
| „Gods of Violence”          | 2016 | Dariusz Szermanowicz, Grupa 13 | Gods of Violence   | [ 19 ] |
| „Satan Is Real”             | 2016 | Dariusz Szermanowicz, Grupa 13 | Gods of Violence   | [ 20 ] |
| „Totalitarian Terror”       | 2017 | Dariusz Szermanowicz, Grupa 13 | Gods of Violence   | [ 21 ] |
| „Fallen Brother”            | 2017 | –                              | Gods of Violence   | [ 22 ] |

## Nagrody i wyróżnienia
| Rok  | Kategoria        | Tytułem | Nagroda             | Nota | Źródło |
| ---- | ---------------- | ------- | ------------------- | ---- | ------ |
| 2016 | Best German Band | Kreator | Metal Hammer Awards | Laur | [ 23 ] |